# ألبرتا هنتر
ألبرتا هنتر (بالإنجليزية: Alberta Hunter)‏ هي عازفة الجاز وممرضة ومغنية أمريكية، ولدت في 1 أبريل 1895 في ممفيس في الولايات المتحدة، وتوفيت في 17 أكتوبر 1984 في نيويورك في الولايات المتحدة.

## وصلات خارجية
- ألبرتا هنتر على موقع IMDb (الإنجليزية)
- ألبرتا هنتر على موقع الموسوعة البريطانية (الإنجليزية)
- ألبرتا هنتر على موقع روتن توميتوز (الإنجليزية)
- ألبرتا هنتر على موقع ميوزك برينز (الإنجليزية)
- ألبرتا هنتر على موقع قاعدة بيانات برودواي على الإنترنت (الإنجليزية)
- ألبرتا هنتر على موقع إن إن دي بي (الإنجليزية)
- ألبرتا هنتر على موقع أول ميوزيك (الإنجليزية)
- ألبرتا هنتر على موقع ديسكوغز (الإنجليزية)
- ألبرتا هنتر على موقع قاعدة بيانات الفيلم (الإنجليزية)